# Оцеола (окръг, Айова)
Вижте пояснителната страница за други значения на Оцеола.
Окръг Оцеола (на английски: Osceola County) е окръг в щата Айова, Съединени американски щати. Площта му е 1033 km², а населението - 7003 души (2000). Административен център е град Сибли.